# سان دييغو بادريس
سان دييغو بادريس هو فريق كرة قاعدة أمريكي أٌسس عام 1969. يلعب الفريق في دوري كرة القاعدة الرئيسي.